# معركة الغار
يوم الغار وهو يوم من أيام العرب في الجاهلية وكان بين قبيلة هذيل وقبيلة فهم وكان في موضع من السراة المتصلة بالطائف.

## خبر اليوم
ذكر خبر اليوم أبو سعيد الحسن السكري فقال.
| معركة الغار | كان من حديث غازية من فهم ثم من بني قين بن فهم انهم خرجوا يريدون هذيل وهم قريب عشرين أو ثلاثين رجل وفي أعين غازية من بني قريم (هذيل) ودخلوا في غارهم وقرطتهم بنو قريم حتى اذا ظهروا جاءوهم فلم يستطيعوا تلقتهم بنو القين من فهم بالنبل فمن اخرج رأسه من بني قريم رموه بالنبل . فلما رأت هذيل ذلك جمعوا الحطب فرموا به عند سدة الغار ثم حرقوا عليهم الغار | معركة الغار |

فقال شاعر من بني قريم من هذيل.
وذكر انهم لم يرضوا بما حصل من الحرق بالنار.

## شعراء فهم
وذكر في هذا اليوم شعر من شاعر من بني فهم يذكر هذا اليوم.